# Карл Фредрік Мейнандер
Карл Фре́дрік Вальдема́р Мейна́ндер (швед. Carl Fredrik (C.F.) Valdemar Meinander, * 6 жовтня 1916, Гельсінкі, Фінляндія — † 23 серпня 2004, там само) — фінський археолог.
Професор фінської i скандинавської археології Гельсінського університету з 1971. Син Карла Конрада Мейнандера, батько Генріка Мейнандера.

## Біографічні дані
Народився в сім'ї Карла Конрада і Марти Гедвіґ Беати Мейнандерів. Виходець із давнього шляхетського роду, засновником якого був перший документально засвідчений Мейнандер — виборзький повітовий писар Сакаріас Улоффсон († після 1708 р.). Його син — це коронний фоґт Улоф (1687—1725). Коронним фоґтом був також Юган Вільгельм (1715—1784), його старший син Карл Фредрік (1759—1803) працював викладачем, а молодший Адольф (1762—1804; разом із лицарським титулом він прийняв прізвище Едельсверд) став губернатором Оулу. Його син Адольф Вільгельм Едельсверд (1824—1919) — це видатний архітектор, що запроектував, зокрема, залізничні вокзали у Стокгольмі, Гетеборґу та Мальме.
1934 р. Карл Фредрік став студентом Гельсінського університету, однак навчання на історико-філологічному факультеті довелося перервати в 1939 р., з початком війни. К. Ф. Мейнандер воював (1940—1944 рр.), був легко поранений. 1943 р. йому дали відпустку, щоб скласти маґістерський випускний іспит. 1954 року Карл Фредрік Мейнандер здобув перший науковий ступінь. У 1957 став доктором. 1947 — 1954 працював асистентом в археологічному відділі Археологічної комісії, 1957 — 70 керівником, а 1971 став професором археології Гельсінського університету. 1982 року вийшов на пенсію. Він також був доцентом археології (1955 — 70 рр.).

## Наукова діяльність
У його докторській праці «Die Bronzezeit in Finnland» йдеться про бронзову добу у Фінляндії. Водночас він видав роботу «Die Kiukaiskultur» про пізньонеолітичну кюкайську культуру. Мейнандер вважає, що на цю культуру були певні впливи культури бойових сокир, однак підкреслює, що це не мало великого значення для виникнення пізньонеолітичної культури. Кюкайську культуру можна загалом вважати продовженням культури ямково-гребінцевої кераміки узбережжя.
На відміну від попередніх дослідників, Мейнандер стверджував, що зразки культури кам'яної доби можна виявити у бронзовій добі, яка, своєю чергою, без ніякого драматизму переходить у ранню добук заліза. Передусім про такий перехід ішлося у Південно-Західній Фінляндії. У 1950-х — 1960-х роках завдяки археологічним знахідкам змінилося наше уявлення про культуру та її тяглість у прибережній зоні. У праці «Таавіла» — есеї про добу заліза ще перед часами Римської імперії (1969), Мейнандер наголосив і довів, що загальноприйнята теза Альфреда Гакмана, згідно з якою цю країну почали заселяти фіни кількасот років після початку нашого літочислення, не витримує критики. У наші дні вже нема сумніву, що залишки житлових споруд на узбережжі походять не із залізної, а з кам'яної доби. Мейнандерові дослідження тяглости складу населення відкрили нові аспекти в цьому питанні. Свого часу, будучи членом Археологічної комісії, він провадив багато розкопок в Естерботтені, а передусім на Аландських островах, які його найбільше цікавили. Найстаріше поселення на цьому архіпелазі — це Кульсвідья, яку Мейнандер досліджував 1952 року.
У Фінляндії перехід від мезоліту до неоліту позначено ямково-гребінцевою керамікою. Властивим неолітичним культурам притаманне хліборобство, а ямково-гребінцеву характеризують як «субнеолітичну культуру». Цей термін запровадив К. Ф. Мейнандер і дав йому таке визначення: субнеолітична — це така культура, яка належить до неолітичних і з них запозичила деякі технічні винаходи, і водночас вона не хліборобська і не скотарська.
Наукові праці Мейнандера присвячено передусім кам'яній добі. Він був викладач-новатор і вмів зацікавити слухачів. 1956 р. Мейнандер став першим закордонним археологом після війни, що взяв участь у розкопках у Новгороді, а 1958-го — у Вологді. У 1960-му цей науковець став членом всескандинавського Нубійського комітету, який у рамках ЮНЕСКО досліджував пам'ятки, яким загрожувала Асуанська гребля, й був призначений керівником першої археологічної експедиції до Нубії 1961 року. Тривалий час К. Ф. Мейнандер належав до активу Фінського товариства пам'яток давнини, а у 1973 — 1977 pp. очолював це товариство. Його остання велика наукова праця — це глибока, вдумлива біографія Карла Акселя Нурдмана (1991). (T. Edgren, C.F. Meinander, Sphinx. Finska Vetenskaps-societetens årsbok 2004—2005)